# Miosorites
Miosorites es un género de foraminífero bentónico de la subfamilia Archaiasinae, de la familia Soritidae, de la superfamilia Soritoidea, del suborden Miliolina y del orden Miliolida. Su especie tipo es Orbitolites americana. Su rango cronoestratigráfico abarca el Mioceno.

## Clasificación
Miosorites incluye a las siguientes especies:
- Miosorites americanus